# 28680 Sandralitvin
28680 Sandralitvin è un asteroide della fascia principale. Scoperto nel 2000, presenta un'orbita caratterizzata da un semiasse maggiore pari a 2,3807400 UA e da un'eccentricità di 0,1438319, inclinata di 3,15090° rispetto all'eclittica.